# Petrelek popielaty
Petrelek popielaty (Aphrodroma brevirostris) – gatunek średniej wielkości ptaka z rodziny burzykowatych (Procellariidae), zamieszkujący wyspy i oceany półkuli południowej. Nie jest zagrożony wyginięciem, choć jego populacja maleje.

## Taksonomia
Takson opisany przez René Lessona w 1831 roku pod nazwą Procellaria brevirostris. Obecnie umieszczany jest w rodzaju Aphrodroma, którego jest jedynym przedstawicielem. Nie wyróżnia się podgatunków.

## Występowanie
Jego kolonie lęgowe znajdują się na należącej do Wielkiej Brytanii wyspie Gough w południowej części Oceanu Atlantyckiego oraz na wyspach w południowej części Oceanu Indyjskiego: Wyspie Mariona, Wyspie Księcia Edwarda (należących do RPA), Wyspach Crozeta i Wyspach Kerguelena (Francuskie Terytoria Południowe). Poza okresem lęgowym samotnik, żyjący na otwartym morzu. Rozprzestrzenia się szeroko po południowych częściach oceanów Atlantyckiego, Indyjskiego i Spokojnego oraz na Oceanie Południowym aż po pak lodowy. Na północy jego zasięg rozciąga się po wybrzeża RPA, Australii, Nowej Zelandii, Falklandów i południowych krańców Ameryki Południowej. Na tych terenach może występować przez cały rok.

## Morfologia
Długość ciała 34–36 cm, rozpiętość skrzydeł 80–82 cm, masa ciała około 350 g.
Upierzenie ciemne, szaro-czarne, lecz opalizujące i białawe w niektórych miejscach np. na brzuchu. Brak dymorfizmu płciowego, samice nieznacznie mniejsze od samców.

## Ekologia i zachowanie

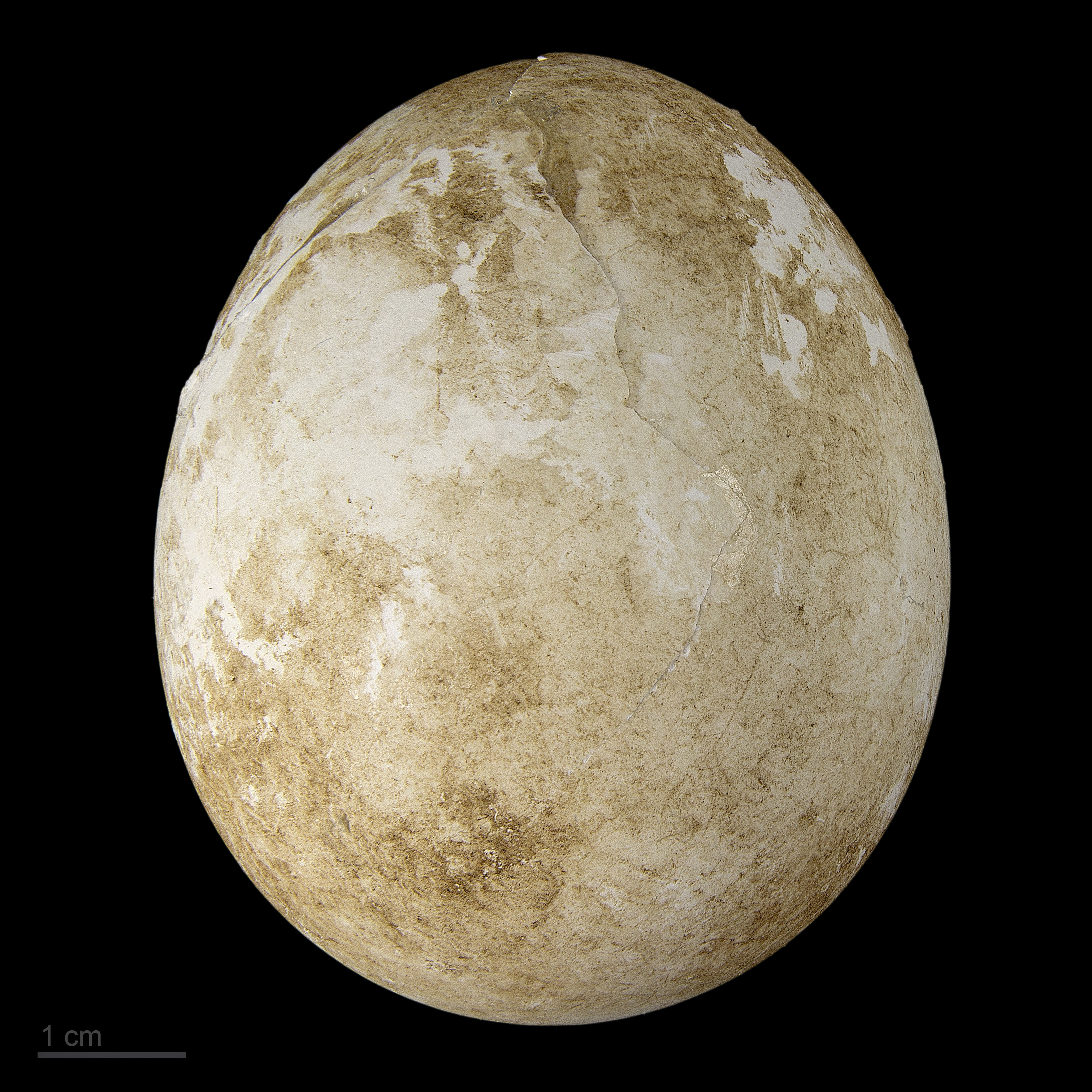
Jajo z kolekcji muzealnej

Gatunek drapieżny. Poluje nocą, wyłapując przy powierzchni sardynki, kałamarnice i kryl.
Sezon lęgowy trwa od sierpnia do stycznia/lutego, choć składanie jaj ma miejsce zwykle w październiku. Towarzyszą im podczas lęgów także inne ptaki morskie. Para szuka miękkiego gruntu, gdzie może zacząć kopać norę długości około 1 m. Samica składa 1 jajo kremowego koloru i wysiaduje je 7 tygodni. Pisklę zostaje pod opieką rodziców przez następne 9 tygodni. Po opuszczeniu rodziców i kolonii młode wylatują na południe.

## Status
W Czerwonej księdze gatunków zagrożonych IUCN petrelek popielaty nieprzerwanie od 1988 roku klasyfikowany jest jako gatunek najmniejszej troski (LC – Least Concern). W 2004 roku szacowano liczebność światowej populacji na około milion osobników. BirdLife International uznaje trend liczebności populacji za spadkowy, gdyż obecność zawleczonych myszy na wyspach, gdzie ptak ten gniazduje, może doprowadzić do zmniejszenia sukcesu lęgowego. Ponadto petrelkowi zagrażają niedobór pokarmu i inne morskie, agresywne ptaki np. burzyk wielki, jednak petrelki lubią wśród nich gniazdować, gdyż nie zagrażają im wtedy inne morskie, drapieżne ptaki.